# Couffé
 Couffé  es una población y comuna francesa, situada en la región de Países del Loira, departamento de Loira Atlántico, en el distrito de Ancenis y cantón de Ligné.

## Demografía
| 1267 | 1318 | 1262 | 1469 | 1805 | 1790 |
| Para los censos de 1962 a 1999 la población legal corresponde a la población sin duplicidades (Fuente: INSEE [Consultar]) |      |      |      |      |      |